# Eliakim Carmoly
Eliakim Carmoly (Soultz-Haut-Rhin, 5 agosto 1802 – Francoforte, 15 febbraio 1875) è stato un ebraista francese.
Fu un collezionista di antichi maniscritti e testi ebraici.

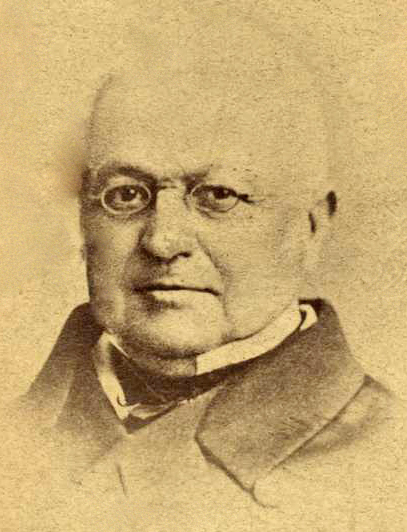
Eliakim Carmoly

## Biografia
Nato nel dipartimento dell'Alto Reno, il suo nome di battesimo era Goschel David Behr (oppure Baer). Il nome Carmoly, portato dalla sua famiglia nei secoli XIV e XV, fu adottato da lui quando era ancora il giovane nipote di Isaachar Bär ben Judah Carmoly, rabbino di Sulz. 
Studiò la lingua ebraica e il Talmud a Colmar, oltre ad apprendere il francese e il tedesco, parlati nella sua città natale.
Impiegato alla Bibliothèque Nationale di Parigi, studiò assiduamente gli antichi manoscritti ebraici lì custoditi, firmando alcuni articoli nelle. riviste scientifiche che gli diedero una certa notorietà nel panorama accademico. Dopo aver organizzato un concistoro ebraico in Belgio, il 18 maggio 1832 fu nominato rabbino di Bruxelles.
 
In questa nuova veste, Carmoly creò scuole ai poveri e, sette anni più tardi, dopo aver provocato una grande opposizione al suo nuovo piano di riforme, rassegnò le dimissioni, ritirandosi a vivere a Francoforte, dove si dedicò interamente allo studio della letteratura ebraica e alla collezione di libri e manoscritti ebraici, dei quali era appassionato.
Diversi studiosi lo accusarono di essersi inventato intere biografie.  In particolare, il suo itinerario di Isaac Chelo è comunemente ritenuto un falso.